# Noroieni, Satu Mare
Noroieni, colocvial Șard, (în maghiară Sárfalu, în trad. "Satul cu noroi") este un sat în comuna Lazuri din județul Satu Mare, Transilvania, România. Este situat pe DJ194.

 Acest articol despre o localitate din județul Satu Mare este deocamdată un ciot. Puteți ajuta Wikipedia prin completarea lui.